# Демередж
Де́мередж (от фр. demeurer — задерживаться) — в торговом мореплавании денежное возмещение убытка, плата, причитающаяся перевозчику за простой судна в течение контрсталийного времени. Размер демереджа определяется соглашением сторон, при отсутствии соглашения — согласно ставкам, обычно принятым в соответствующем порту. В случае отсутствия таких ставок размер платы за простой судна определяется расходами на содержание судна и его экипажа.
В морских контейнерных перевозках демередж — оплата за сверхнормативное (свыше бесплатного времени) использование контейнерного оборудования на протяжении времени с момента выгрузки контейнера с судна по момент возврата его в порт, либо по момент его перевода в режим экспорта. Выплачивается владельцу контейнера, как правило, судоходной линии.
В теории «свободных денег» — периодическая плата с текущего владельца денег (за простой, хранение денег).